# Símbolos de Tonalá (Jalisco)
Los Símbolos de Tonalá, son el emblema representativo de este municipio del estado de Jalisco. La imagen de estos símbolos están representados por el escudo de armas o glifo topónimo prehispánico de Tonalá.

## Escudo
Tonalá proviene del vocablo náhuatl tonallan que significa: “lugar por donde sale el sol”.
Es también conocida como "la cuna de la cerámica" o "cuna alfarera", ya que su nivel de riqueza en ese aspecto es muy alto.
El escudo está dividido dos campos, arriba está un sol que representa a tonalli, el día, por debajo está un río, después en el segundo campo está un español con una mujer indígena y del lado contrario un jarro que representa las artesanías que aquí de fabrican.

## Bandera
La bandera de Tonalá es un lienzo blanco con el escudo del municipio, es izada en eventos oficiales junto a la bandera de México y en algunas ocasiones con la bandera del Estado de México.

### Diseño y simbolismo
El seguimiento de los colores son los siguientes:
| Nombre | Color | Código HEX |
| ------ | ----- | ---------- |
| Blanco |       | #FFFFFF    |

## Himno
El himno a Tonalá es un símbolo del municipio jalisciense que lo representa.
Coro
- Tonalá caminando hacia adelante
- con estudio y trabajo constante,
- pedacito de patria que orgullosa
- muestra al mundo su arte y tradición.

I
- Tonalteca que haces maravillas
- modelando en barro y arcilla,
- el mache parece tomar vida
- así como el vidrio y latón.